# Arcore

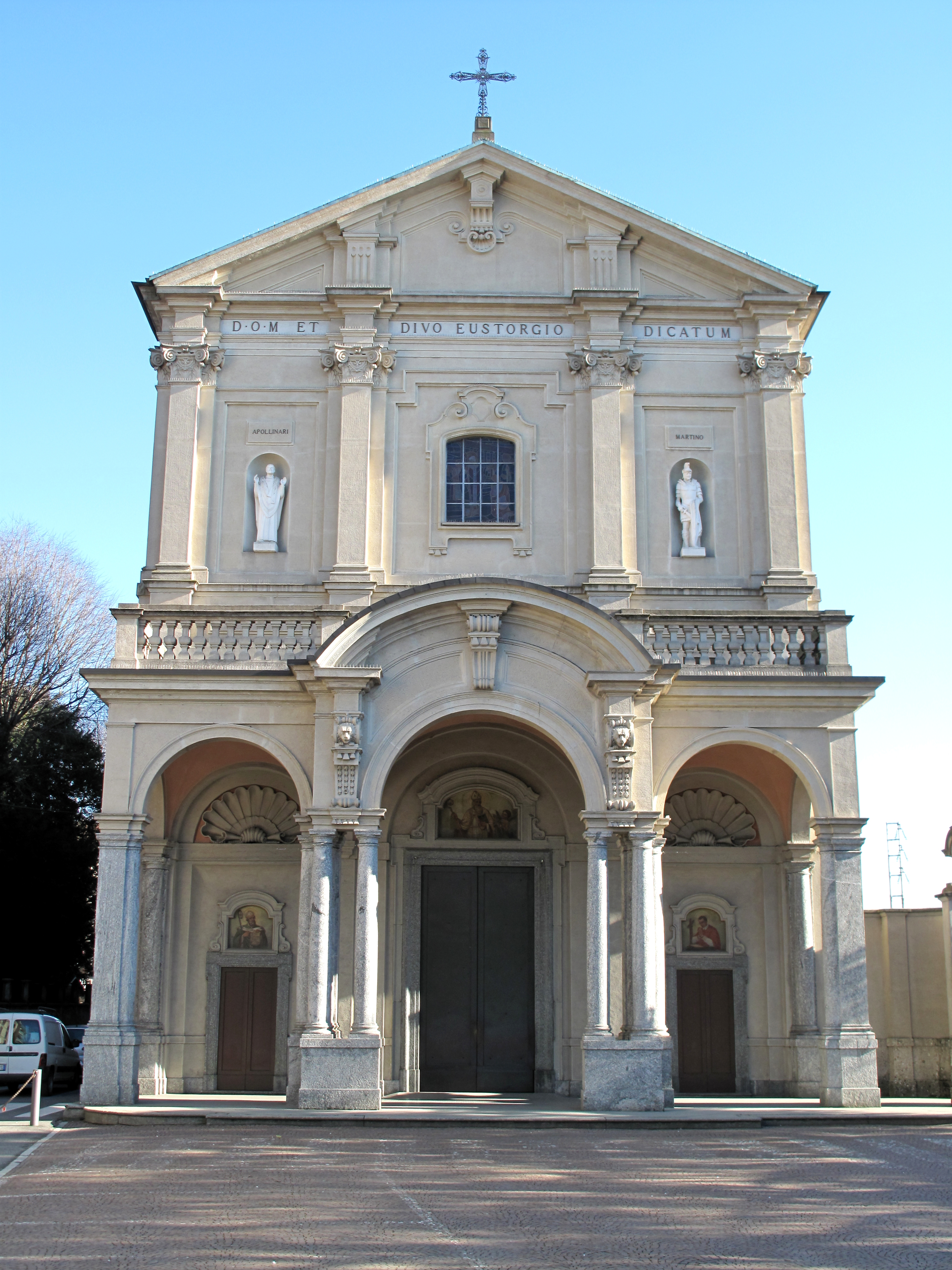
Pfarrkirche Sant’Eustorgio

Arcore ist eine italienische Gemeinde (comune) in der Provinz Monza und Brianza in der Lombardei. Sie wurde auch im Ausland als Wohnort des früheren italienischen Ministerpräsidenten Silvio Berlusconi bekannt, der in der Villa San Martino residierte.

## Lage und Einwohner
Die Gemeinde liegt 25 km nordöstlich des Zentrums von Mailand und 7 km nordöstlich der Provinzhauptstadt Monza, sie erstreckt sich über 9,33 km² zwischen den Flüssen Lambro und Molgora in der Poebene. Zusammen mit den Fraktionen Bernate, Cascina del Bruno, La Ca’, Ca’ Bianca und Buttafava hat die Gemeinde 17.852 Einwohner (31. Dezember 2023).
Die Nachbargemeinden sind (im Uhrzeigersinn): Biassono im Nordwesten, Lesmo, Camparada, Usmate Velate, Vimercate, Concorezzo und Villasanta.

## Klima
Arcore hat ein gemäßigtes Klima mit über das ganze Jahr verteilten Niederschlägen. Die Sommer sind heiß und schwül, die Winter kalt und feucht. Das Januarmittel liegt bei +3,1 °C; der heißeste Monat ist Juli mit einer mittleren Temperatur von +24,6 °C.
Die Niederschläge fallen als Regen, nur sehr selten als Schnee. Die mittlere Niederschlagsmenge liegt bei 895 mm an durchschnittlich 81 Regentagen überwiegend im Herbst.

## Geschichte

### Ursprünge und Römerzeit
Über die Frühzeit existieren keine Schriftzeugnisse. Nur aus dem Namen lässt sich eine römische Gründung ableiten, wiewohl die Etymologie kontrovers ist: „Arcore“ könnte von Arcus (Bogen) kommen, andere Latinisten vermuten, der Name sei von Herkules/Ercole und einem Heiligtum für den Halbgott abgeleitet. Im 9. Jahrhundert sind noch in Schenkungsurkunden Namensformen wie „vico Arcole“ oder „loco Arculi“ überliefert, was auf Herkules hindeutet.
Die Kartographie bekräftigt die Hypothese einer antiken Gründung. Das bebaubare Land wurde bei der römischen Besiedlung in Zenturien geteilt, die ihren Ausgang von den sich kreuzenden Straßen eines Zentrums (Cardo und Decumanus) nahmen. Diese rechtwinkligen Grundstücksteilungen sind noch in Spuren an den Grenzziehungen auf Karten des 19. Jahrhunderts erkennbar. Die heutige Hauptachse von Arcore (Via Gilera) liegt zudem auf der Linie der antiken Verbindungsstraße von Mediolanum (Mailand) über Modicia (Monza) nach Leucum (Lecco), von wo sie als wichtige Alpentransversale über den Splügenpass führte.
Auch ein historisch bedeutender Bodenfund bezeugt die Besiedlung in römischer Zeit: eine Marmorplatte mit der Inschrift:
IULIAE DRUSILLAE / GERMANICI CESARIS F. / C. CESARIS AUG. / GERMANI SOROR / D. D.
Sie war also Iulia Drusilla gewidmet, der Tochter des Germanicus und Schwester Caligulas. Unbekannt bleibt, ob sie zu einer Statue, einem Tempel, einem Bogen oder einem anderen Gebäude gehörte. Heute befindet sich die Platte im Archäologischen Museum Mailand.

### Mittelalter und Neuzeit

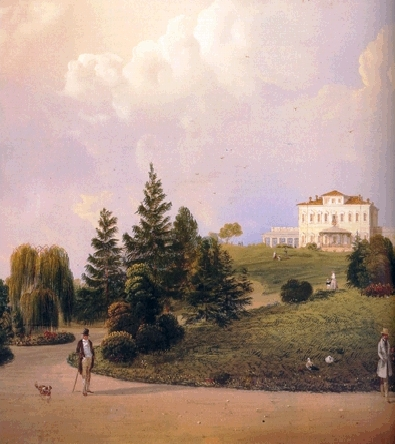
Anonymus: Villa Borromeo, Öl auf Leinwand, zwischen dem Ende des 18. und Anfang des 19. Jahrhunderts

Die ältesten Dokumente stammen aus dem 9. Jahrhundert (s. o.). Arcore gehörte zur Mutterkirche von Vimercate. Im 14. Jahrhundert wird von Goffredo da Bussero in seinem „Liber Sanctorum“ auch die Kirche Sant’Eustorgio genannt, die von Karl Borromäus zur Pfarrkirche erhoben wurde. Im 15. Jahrhundert sind zwei Klöster aktenkundig: das Benediktinerkloster Sankt Martin, an dessen Stelle die heutige Villa San Martino steht, und das Nonnenstift der Humiliaten Sant’Apollinare.
Mitte des 18. Jahrhunderts werden in Arcore 580 Einwohner gezählt. Erweiterungs- und Umbauten der Kirche Sant’Eustorgio genügten nicht mehr für die Zahl der Gläubigen. 1759–1805 wurde an ihrer Stelle ein klassizistischer Neubau errichtet.

### 19. und 20. Jahrhundert
In der Zeit der österreichischen Herrschaft, dann des Königreichs Sardinien und schließlich des Risorgimento teilte Arcore das Schicksal Monzas und der anderen Gemeinden der Brianza, die Verwaltung wurde angesichts der weiter wachsenden Einwohnerzahl (1869 bereits einige Tausend) modernisiert. Zum Wachstum trug die einsetzende Industrialisierung bei, in Verbindung damit der Bau des Bahnhofs (1873) der Bahnstrecke Lecco–Mailand und der Trambahnlinie Monza-Oggiono im Jahr 1879 (1915 aufgelassen).

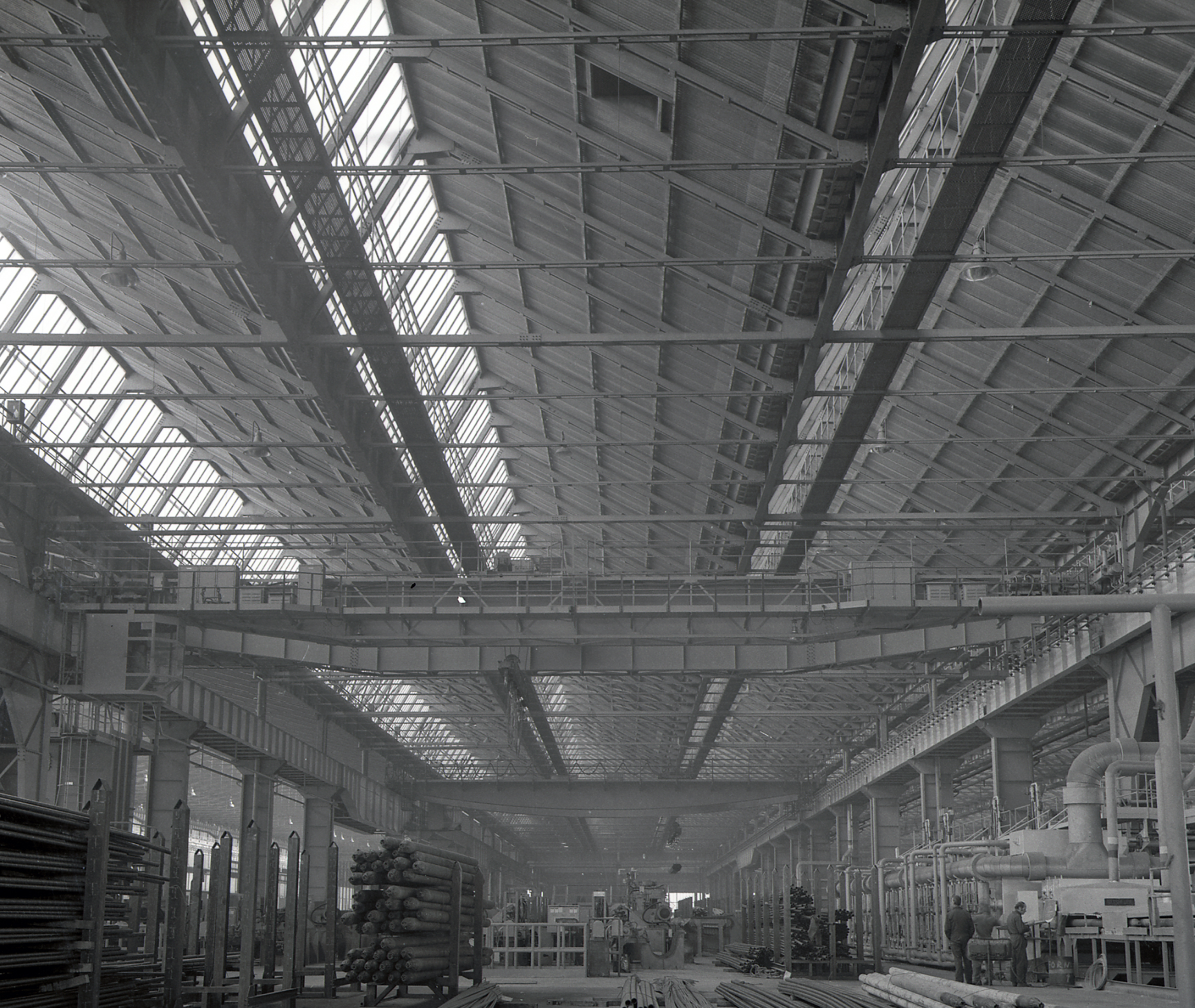
Stahlwerk Falck, Ende der sechziger Jahre

## Industrie
Ende des 19. Jahrhunderts gab es mit eisenverarbeitenden Unternehmen (Falck, Morandi), Textilindustrie (Monti, Martini) und Holzbau (Zerboni) einen starken Industrialisierungsschub. 1909 wurde von Giuseppe Gellera der bekannteste Industriebetrieb in Arcore gegründet, die Motorradfabrik Gilera, die europäische Berühmtheit erlangte. Das Unternehmen wurde 1969 von Piaggio erworben, Piaggio schloss 1993 die Produktionsstätte in Arcore und verlegte sie nach Pontedera. Nach dem Krieg, 1949, gründete Giuseppe Perego die Peg Perego, heute Produzent von Kinderwagen und ähnlichem Zubehör. Die Dalmine SpA, benannt nach dem gleichnamigen Ort in der Nähe Bergamos, produziert in Arcore Rohre und Fahrzeugkomponenten. Sie übernahm die Werkshallen der Falck-Gruppe. Die durch den Molteni-Rennstall und Eddy Merckx berühmt gewordene gleichnamige Wurstfabrik hatte ebenfalls ihren Sitz in Arcore.

## Bauwerke
Aus dem 11. und 13. Jahrhundert existieren Urkunden, in denen ein „Castrum“ erwähnt wird, aber von diesem Kastell hat sich außer einem Flurnamen nichts erhalten.

### Sakralbauten

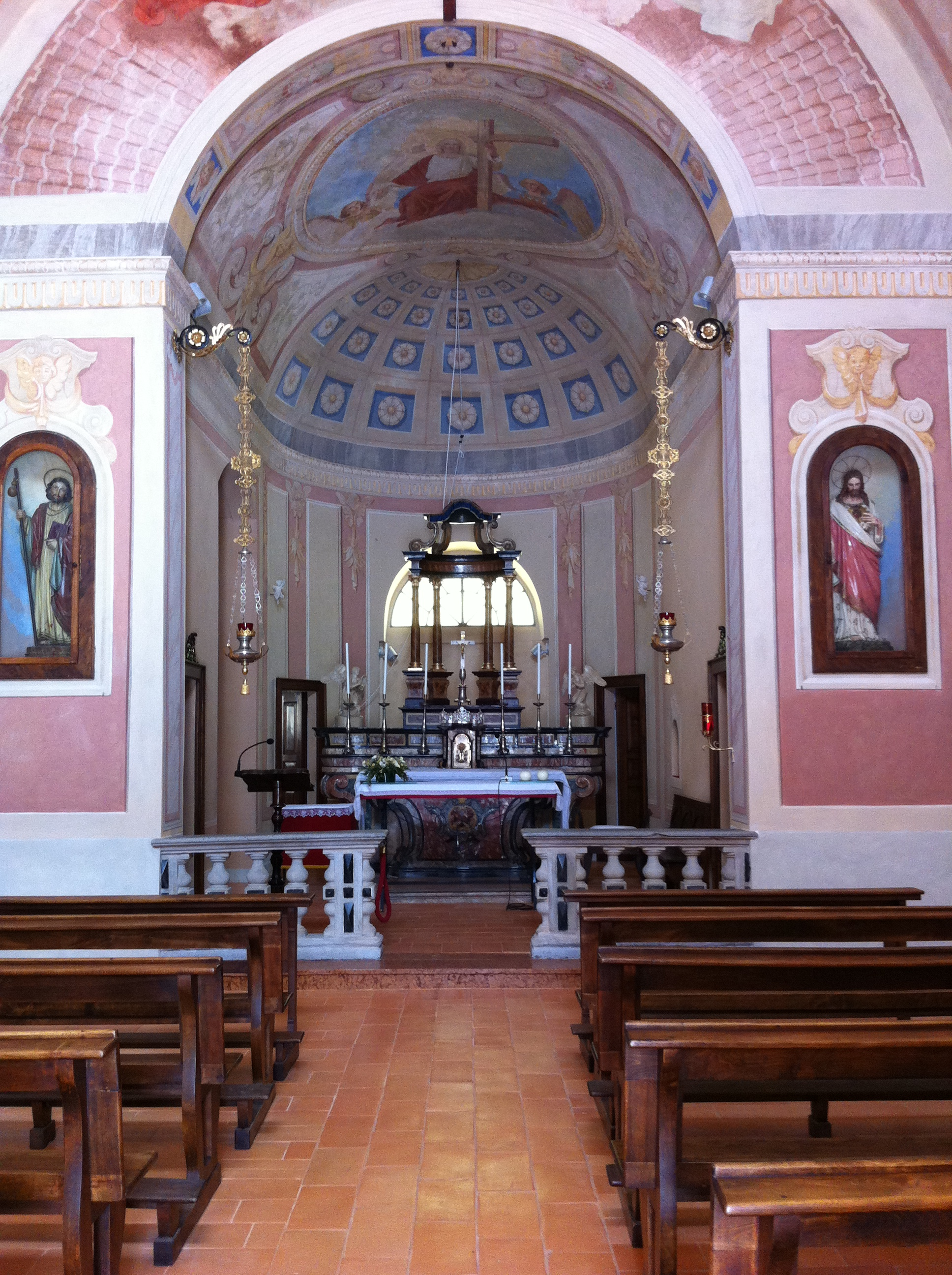
Kirche Santa Maria Nascente und San Giacomo

- Pfarrkirche Sant’Eustorgio, dem heiligen Eustorgius von Mailand geweiht. Der aktuelle klassizistische Bau wurde in den Jahren 1759–1805 errichtet. Der immer wieder erweiterte Vorgängerbau geht auf das 13. Jahrhundert zurück.
- Cappella della Peste (Pestkapelle),  erbaut nach 1630 zur Erinnerung an die Opfer der beiden Pestepidemien 1576 und 1630.
- Cappella Vela in der Villa Borromeo d’Adda, benannt nach dem italienisch-schweizerischen Bildhauer Vincenzo Vela, der um 1850 den Skulpturenschmuck für die Grablege der Ehefrau des Besitzers Giovanni d’Adda schuf. Der Bauentwurf stammt von Giuseppe Balzaretto.
- Kirche und Konvent Sant’Apollinare, entstanden im 10. Jahrhundert. Nur die Kapelle ist erhalten, alle anderen Bauten sind neueren Datums.
- Pfarrkirche von Bernate Santa Maria Nascente und San Giacomo, entstanden im 16. Jahrhundert als Privatkapelle der Grafen Durini.

### Villen

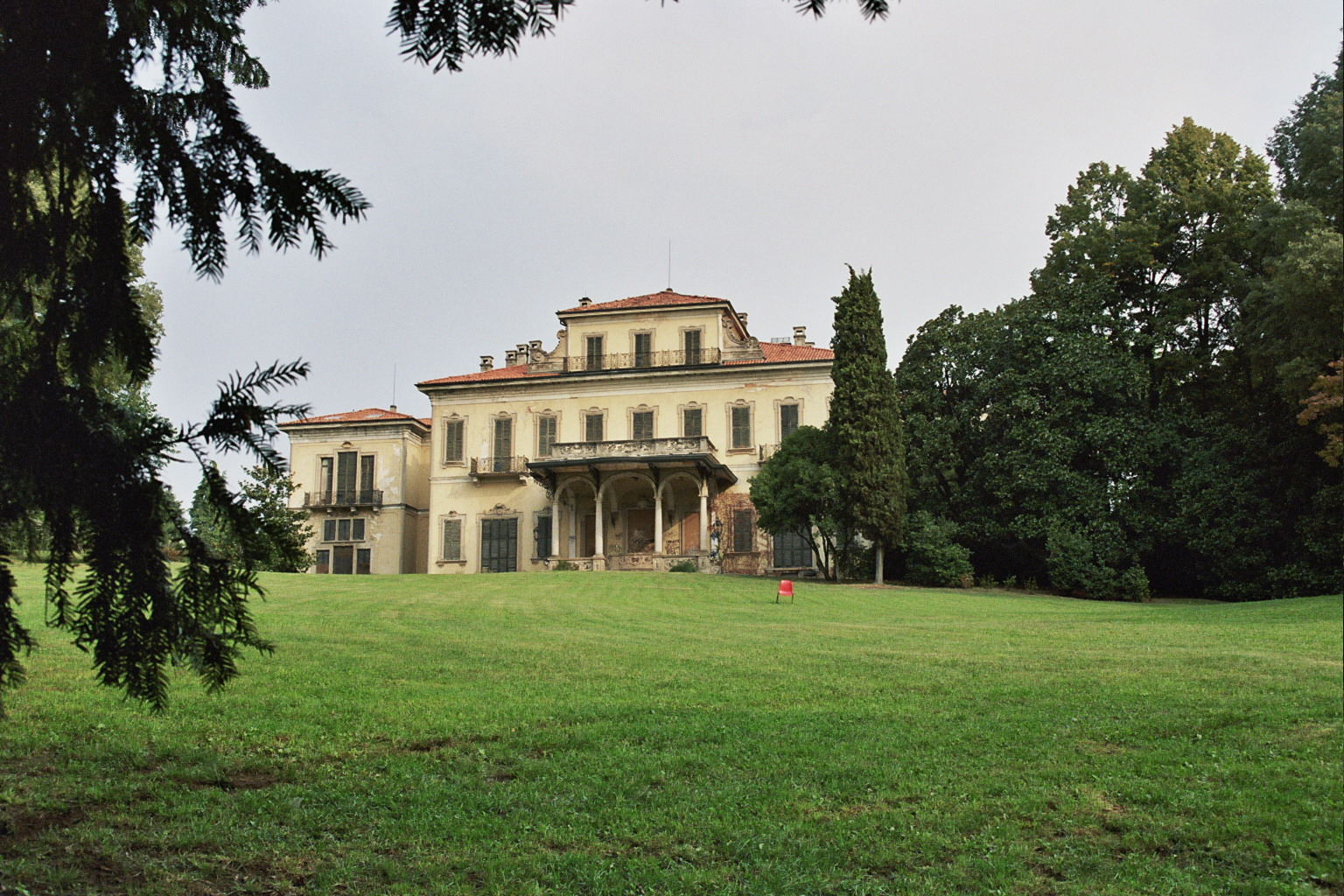
Villa Borromeo d’Adda

Ab dem 16. Jahrhundert begannen Mailänder Aristokraten ihre ländlichen Sommerresidenzen („Ville di delizia“) in der Brianza zu bauen, einige davon befinden sich in Arcore:

#### Villa Borromeo d’Adda
Sie befindet sich auf einer Anhöhe, mehrere Bauten des 17. und 18. Jahrhunderts, vom Architekten Giuseppe Balzaretto um 1850 neoklassizistisch vereinheitlicht. Seit 1980 ist sie als Villa Comunale im Besitz der Gemeinde, mit großem öffentlich zugänglichen Park (ca. 30 Hektar); die Kapelle mit Grabskulpturen von Vincenzo Vela (1820–1891) kann besichtigt werden.

#### Villa Vittadini „La Cazzola“

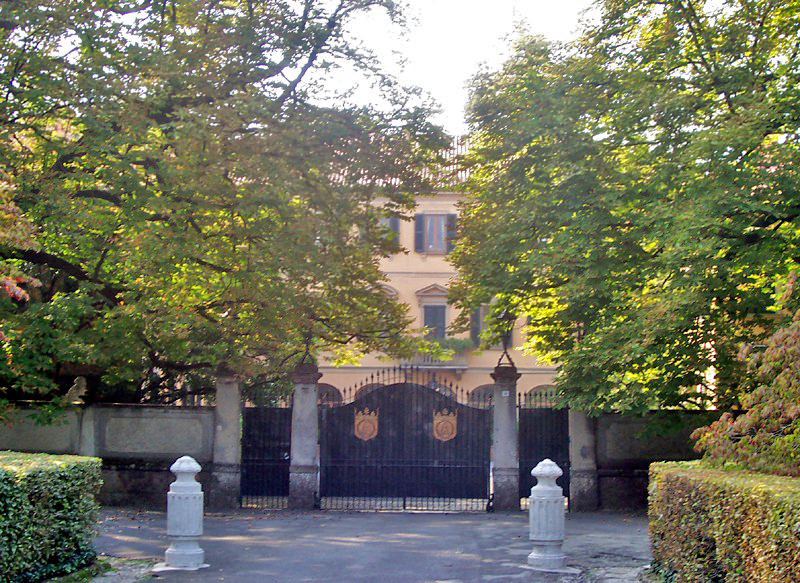
Villa San Martino, bis 2013 Wohnsitz von Silvio Berlusconi

Jagdhaus und Villa des 16. Jahrhunderts mit großem Park im Nordwesten der Stadt. Sie ist die älteste der Arcoreser Villen, erbaut von Pellegrino Tibaldi für die Familie Durini, umgebaut 1812 von Carlo Amati.

#### Villa San Martino
Die bekannteste Villa von Arcore, berühmt-berüchtigt durch zwei Besitzer. 1970 ermordete der Adelige Camillo Casati-Stampa di Soncino, Eigentümer der Villa, seine Frau, deren erotische Begegnungen er selbst organisiert hatte, und deren gerade aktuellen Liebhaber; dann tötete er sich selbst. Das geschah zwar in Rom, hatte aber Folgen für die Eigentumsverhältnisse der Villa. Die Dokumentation Teresa Fiumanòs wurde Thema eines Fernsehfilms.
Der zweite Skandal – Silvio Berlusconis Bunga-Bunga-Partys, die Ruby-Affäre und die folgenden Strafprozesse – ging 2011 durch die internationale Presse.
Die Villa entstand im 18. Jahrhundert als Umbau aus dem einstigen Benediktinerkloster des 15. Jahrhunderts für die Familie Giulini Della Porta in Form eines offenen U mit einem Ehrenhof und einer Zugangsallee, die auf dem Vorplatz der Villa Borromeo d’Adda beginnt und als perspektivische Achse durch die Villa hindurch zum Fluss Lambro zielt.
In der ersten Hälfte des 19. Jahrhunderts ging das Anwesen durch Heirat von Anna Giulini Della Porta mit Camillo Casati auf die Casati-Stampa di Soncino über. Graf Alessandro Casati (1881–1955) vergrößerte die Bibliothek und beherbergte hier öfter seinen Freund Benedetto Croce.
Nach Camillo Casatis Selbstmord erbte Anna Maria Casati Stampa di Soncino, seine Tochter aus erster Ehe, den Besitz. Da sie zu diesem Zeitpunkt minderjährig war, wurden ein Vormund und ein Vizevormund bestellt: Giorgio Bergamasco, 1972 zum Minister der damaligen Regierung Andreotti II bestellt, und Cesare Previti, später Anwalt Silvio Berlusconis und noch später einer seiner Minister. Anna Maria Casati Stampa, inzwischen volljährig und verheiratet, wandte sich an Previti, um die Villa zu verkaufen, weil sie die Steuerschulden ihres Vaters zu begleichen hatte. 1974 fand ein undurchsichtiger Verkauf statt: von Previti erwarb Berlusconi die Villa um 500 Millionen Lire (ca. 250.000 Euro) – demgegenüber lag der geschätzte Wert der Liegenschaft bei 100 Milliarden Lire (etwa 50 Millionen Euro). 2013 ließ Berlusconi sich in Rom nieder.

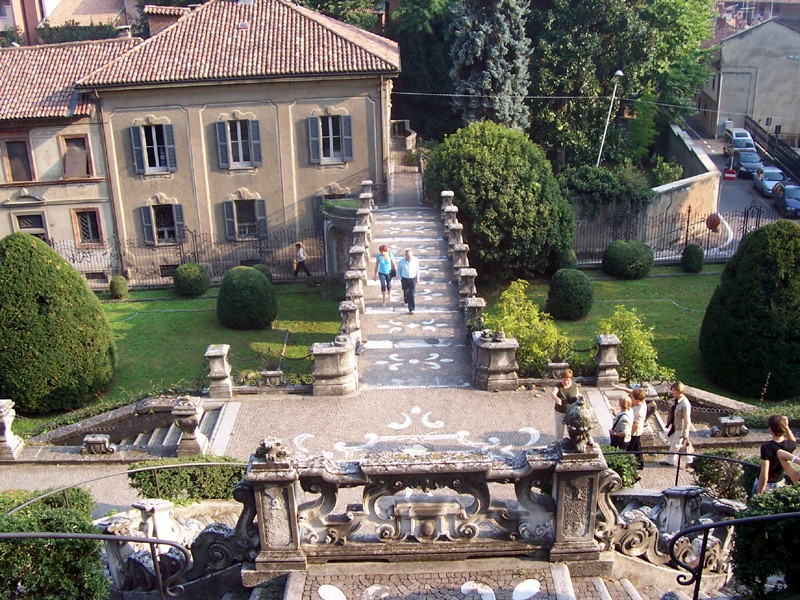
Der italienische Garten der Villa Ravizza

#### Villa Ravizza

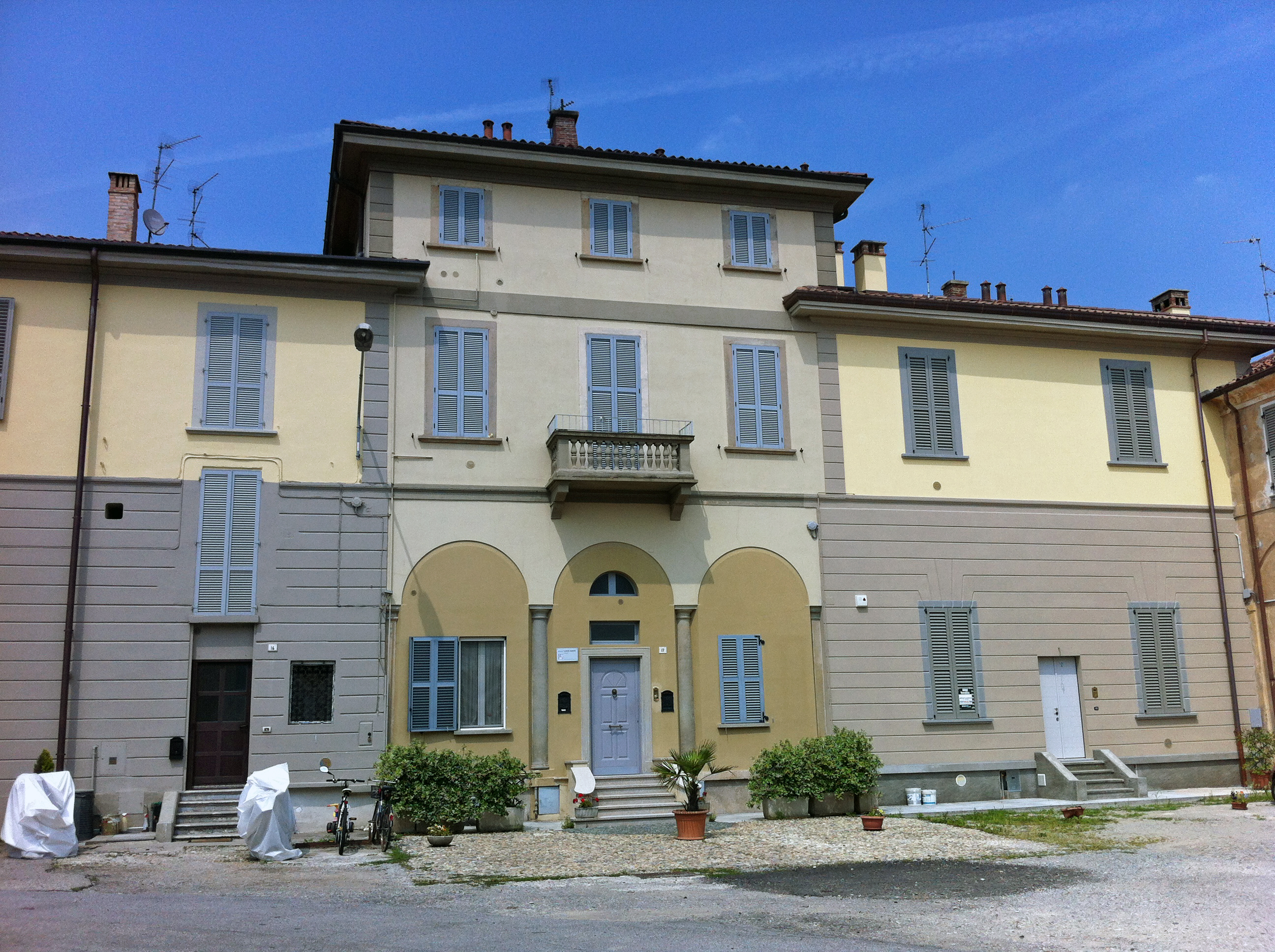
Palazzo Durini in Bernate

Die Villa aus dem 18. Jahrhundert, in Privatbesitz, ist berühmt vor allem wegen ihres italienischen Gartens, der steil ansteigend auf der anderen Seite einer engen Gasse liegt und mit der Villa durch eine Brücke verbunden ist, die die Straße überspannt. Der Entwurf stammt von Lodovico Barbiano di Belgiojoso, der mit Ernesto Nathan Rogers, Enrico Peressutti und Luigi Banfi das Architekturstudio BBPR gründete.

#### Villa Buttafava
erbaut Ende des 18. Jahrhunderts.

#### Palazzo Durini
Der Bau aus dem 16. Jahrhundert befindet sich im Ortsteil Bernate: das Zentrum von fünf Höfen, die das Beispiel einer historischen „Cascina“ sind, in der die Landbevölkerung wohnte. Vom ursprünglichen Palast, 1922 umgebaut, sind nur einige Bauteile und Fresken erhalten.